# レアンドロ・マシャド・ナシメント
レアンドロ・マシャド（Leandro Machado）ことレアンドロ・マシャド・ナシメント（ポルトガル語: Leandro Machado Nascimento、1976年3月22日 - ）は、ブラジルの元サッカー選手。元ブラジル代表。ポジションはFW。
Kリーグ時代の登録名はマチャド（ハングル: 마차도）。

## クラブ歴
アヴァイFCの下部組織出身で、18歳の時にSCインテルナシオナルに加入、カンピオナート・ブラジレイロ・セリエA初出場を果たした。
1996年に20歳でバレンシアCFに移籍、移籍金は7億ペセタであった。同年12月23日にゴラン・ヴラオヴィッチに代わって投入されリーガ・エスパニョーラ初出場を記録した。
1997年にスポルティング・クルーベ・デ・ポルトゥガルに完全移籍。1997-98シーズンは10得点を記録した。1998年11月30日にCDテネリフェに期限付き移籍したが、出場機会も少なかった。
1999年にCRフラメンゴに移籍し母国に復帰した。2001年に古巣インテルナシオナウに期限付き移籍で再加入した。
2002年にFCディナモ・キーウに加入して以降は海外を渡り歩き、2005年にKリーグの蔚山現代FCに加入した。蔚山ではキャリアハイとなる13得点を記録し得点王、クラブも優勝した。
2008年にスポルチ・レシフェに移籍したが、同年を以て膝の問題のために引退した。

## 代表歴
1996年1月12日、1996 CONCACAFゴールドカップ・カナダ代表戦でサヴィオに代わって投入され、ブラジル代表初出場初得点を記録した。